# Behaviour (album)
 For alternative betydninger, se Behaviour. (Se også artikler, som begynder med Behaviour)
Behaviour er det fjerde album af det engelske band Pet Shop Boys. Albummet blev udgivet i 1990.

## Sange
| Nr. | Titel                                            | Længde |
| --- | ------------------------------------------------ | ------ |
| 1.  | "Being Boring"                                   |        |
| 2.  | "This Must Be The Place I Waited Years To Leave" |        |
| 3.  | "To Face The Truth"                              |        |
| 4.  | "How Can You Expect To Be Taken Seriously"       |        |
| 5.  | "Only The Wind"                                  |        |
| 6.  | "My October Symphony"                            |        |
| 7.  | "So Hard"                                        |        |
| 8.  | "Nervously"                                      |        |
| 9.  | "The End Of The World"                           |        |
| 10. | "Jealousy"                                       |        |